# Алексеев, Майкл
Майкл Алексеев (англ. Michael V. Alexeev; урожд. Михаил Валентинович Алексеев; род. 1953, Москва) — американский экономист, специалист по исследованиями в области сравнительной экономики и экономики стран переходного периода. Профессор Индианского университета. Доктор философии (PhD) по экономике.

## Биография
Родился в 1953 году в Москве. Мать — Людмила Михайловна Алексеева (1927—2018) — советская диссидентка и российский общественный деятель, участница правозащитного движения в СССР и России. Рос в диссидентской семье и с довольно раннего возраста хотел уехать из Советского Союза. 
В 1975 году окончил экономический факультет Московского государственного университета по специальности экономическая кибернетика. В феврале 1977 года Людмила Алексеева под угрозой ареста была вынуждена эмигрировать из СССР и переехать в США, Михаил уехал вместе с ней.
С 1979 года учился в аспирантуре в Дьюкском университете, где в 1984 году и защитил диссертацию на тему «Queue-rationing and the second economy in the USSR: theoretical and empirical investigation» и получил степень PhD in Economics. В 1984—1992 гг. работал в Университете Джорджа Мейсона. 
С 1992 года преподает в Индианском университете в Блумингтоне, с 1999 года — профессор. В 1996—1997 гг. — старший экономист московского офиса Гарвардского института международного развития.
Научные интересы Майкла Алексеева лежат в основном в области сравнительного анализа экономических систем и экономики перехода от экономики советского типа к рыночной экономике. Изучая экономику переходного периода, концентрируется на поведении различных экономических агентов (руководителей предприятий, потребителей, государственных чиновников), уделяя особое внимание неформальным аспектам, таким как подпольная экономическая деятельность. 
Исследования Алексеева публиковались в журналах Journal of Economic Theory, Review of Economics and Statistics и European Economic Review.